# Amadeu-Jesús Soberanas i Lleó
Amadeu-Jesús Soberanas i Lleó (el Catllar, 21 de maig de 1938 - Mataró, 14 d'abril de 2014) va ser un filòleg i bibliògraf català.

## Biografia
Estudià Filosofia i Lletres a la Universitat de Barcelona, d'on fou professor des del 1964 fins al 1986, i on es doctorà el 1973 amb una edició crítica de la Crònica de Sant Joan de la Penya.
A mitjan anys seixanta, s'incorporà a la biblioteca de la Universitat de Barcelona, dirigida aleshores per Rosalia Guilleumas alternant la docència universitària i els estudis codicològics.
El 1969 ingressà com a conservador a la Biblioteca de Catalunya, on s'encarregà en primer lloc de la Secció d'Arxiu i des del 1972 de la Secció de Manuscrits i Reserva Impresa, i exclusivament del Departament de Manuscrits des del 1975. A partir del 1993 s'incorporà a la Universitat Autònoma de Barcelona com a catedràtic de Filologia Romànica; el gener del 2003 feu de padrí per a l'acte d'investidura de Doctor Honoris Causa de Germà Colón.
Va ser un dels primers membres de la Societat Catalana d'Estudis Litúrgics. L'any 1986 va esdevenir director literari de l'Editorial Barcino; des d'allí dirigí «Els Nostres Clàssics» i «Biblioteca Verdagueriana», i va impulsar l'edició de nombroses edicions crítiques. El 1994 inicià la col·lecció «Baró de Maldà», dedicada a l'edició de textos d'època moderna d'interès històric.

## Obra
En la seva obra destaca l'edició crítica de textos clàssics catalans i europeus, com l'edició crítica de les Homilies d'Organyà (2001), en col·laboració amb Armand Puig i Andreu Rossinyol, o els Quaderns d’exorcismes de Jacint Verdaguer (2002), amb Joan Bada i Joan Santanach, així com en la lexicografia, la història del llibre i la bibliografia.
- Edició del segon volum dels Diàlegs de sant Gregori el Gran (1968)
- Crònica general de Pere III el Cerimoniós dita comunament Crònica de Sant Joan de la Penya: Edició crítica (1973)
- Edició d'un fragment de la versió galaicoportuguesa de la Suite du Merlin del segle xiv (1979)
- Edició dels Brins d'espígol de Jacint Verdaguer (1981)
- Nebrija a Catalunya (1981)
- Edició de l'Epistolari de Joan Salvat-Papasseit (1984)
- L'aventura del Cavaller N'Huc e de Madona (col·laboració amb Lola Badia) (1986)
- Ponència del VII Col·loqui de l'AILLC Repressió lingüística a l'Església a la immediata postguerra (1986)
- Lexicografia catalana (col·laboració amb G. Colón) (1986)
- Edició de l'epistolari de Joan Miró a J.F.Ràfols (col·laboració amb Francesc Fontbona) (1993)